# مارك أوسبورن (لاعب كرة قدم)
مارك أوسبورن (بالإنجليزية: Mark Osborn)‏ هو لاعب كرة قدم بريطاني في مركز حراسة المرمى، ولد في 19 يونيو 1981 في Bletchley ‏ في المملكة المتحدة. لعب مع نادي فارنبوروه ونادي كوربي تاون ونادي كيترينغ تاون وويكمب وندررز.

## وصلات خارجية
- مارك أوسبورن (لاعب كرة قدم) على موقع قاعدة بيانات كرة القدم.إي يو (الإنجليزية)
- مارك أوسبورن (لاعب كرة قدم) على موقع Soccerbase.com (لاعب) (الإنجليزية)